# Celtic Woman: Lullaby
Celtic Woman: Lullaby è il sesto album in studio del gruppo musicale Celtic Woman, pubblicato nel 2011.

## Tracce
1. When You Wish Upon a Star – 3:17
2. Stay Awake – 3:22
3. Baby Mine – 3:10
4. Goodnight My Angel – 3:14
5. Over the Rainbow – 2:38
6. Suantrai – 3:19
7. Walking in the Air – 3:29
8. The Blessing – 3:51
9. Brahms' Lullaby – 2:18
10. Hush Little Baby – 0:50

## Formazione
- Chloë Agnew – voce
- Lynn Hilary – voce
- Lisa Kelly – voce
- Órla Fallon – voce
- Méav Ní Mhaolchatha – voce
- Hayley Westenra – voce
- Máiréad Nesbitt – violino